# Given Up
Given Up – czwarty singel zespołu Linkin Park z albumu Minutes to Midnight. Wydany w Wielkiej Brytanii 17 lutego 2008 r.  (do pobierania w wersji elektronicznej) oraz w marcu 2008 na świecie (jako CD-singel).

## Lista utworów
1. Given Up (album version)
2. Valentine’s Day (Live)
3. In Between (Live)

## Notowania
| Główne listy                     | Pozycja |
| Billboard Hot 100                | 99      |
| Billboard Pop 100                | 78      |
| Billboard Modern Rock Tracks     | 8       |
| Billboard Mainstream Rock Tracks | 11      |
| Wielka Brytania – Rock Chart     | 4       |
| Pozostałe listy                  |         |
| MTV Polska                       | 4       |